# Eulogio Sandoval
Eulogio Sandoval (né le 14 juillet 1922 en Bolivie - mort à une date inconnue) est un joueur de football bolivien, qui jouait au poste de milieu de terrain.

## Biographie

### Club
Il a évolué durant sa carrière de milieu de terrain au Litoral La Paz entre 1949 et 1953.

### International
Avec l'équipe de Bolivie, il participe à la coupe du monde 1950, avec 21 autres joueurs boliviens, sélectionné par l'entraîneur italien Mario Pretto.